# Tillämpad psykologi
Tillämpad psykologi är en del inom psykologin som handlar om tillämpandet av psykologiska begrepp och idéer på andra områden. Man brukar dela upp tillämpad psykologi i flera underavdelningar. Exempel på dessa är:
- Arbetspsykologi
- Barnhälsovårdspsykologi
- Coachningpsykologi
- Ekonomisk psykologi
- Funktionsvariationernas(hindrens) psykologi
- Hälsopsykologi
- Klinisk psykologi (inklusive barnpsykologi)
- Militärpsykologi
- Miljöpsykologi
- Musik-, konst- och litteraturpsykologi
- Pedagogisk psykologi
- Psykologisk rådgivning
- Psykoterapi
- Rehabiliteringspsykologi
- Reklampsykologi
- Religionspsykologi
- Rättspsykologi
- Skolpsykologi
- Sportpsykologi
- Vittnespsykologi